# Tour della nazionale maschile di rugby a 15 dell'Argentina 1990
Dopo l'isolamento politico-sportivo, conseguente alla Guerra delle Falkland, la nazionale argentina di rugby torna a visitare periodicamente l'Europa e in generale i paesi anglosassoni. È un periodo difficile in quanto, esaurita l'epoca dei grandi talenti degli anni settanta come Hugo Porta, si assiste ad una crisi di ricambio che durerà sino alla fine degli anni novanta.

## In  Nord America
L'Argentina si reca in Nord America, dove subisce una sorprendente sconfitta con il Canada (6-15) e supera gli USA (13-6). I due match erano validi per la qualificazione alla Coppa del Mondo di rugby 1991.
| Arbitro: | Kerry Fitzgerald |

| |            | |
| Palmer | mt         | |
| v | tr         | |
| Wyatt 3 | c.p.       | Vidou 2 |
| 15.Mark Wyatt (cap.), 14.Pat Palmer, 13.Ian Stuart, 12.Tom Woods, 11.Steve Gray, 10.Gareth Rees, 9.Chris Tynan, 8.G.Ennis, 7.G.McKinnon, 6.A.Charron, 5.John Robertsen, 4.Ro Hindson, 3.P:Szabo, 2.K.Svoboda, 1.E.Evans, sostituti: , Roy Radu | Formazioni | 15.Alejandro Scolni, 14.Federico Schacht, 13.Marcelo Loffreda cap., 12.Sebastian Salvat, 11.Ricardo Zanero, 10.Hernan Vidou, 9.Federico Silvestre, 8.P.Camerlinckx, 7.Bertranou, 6.P. di Nisio, 5.Javier Grondona, 4.Marcelo Valesani, 3.A.Rocca, 2.J.J. Angelillo, 1.D.Cash, sostituti: , Jose Simes |

| Arbitro: | Kerry Fitzgerald |

| |            | |
| Leversee | mt         | Camerlinckx, Loffreda |
| O'Brien | tr         | Vidou |
| | c.p.       | Vidou |
| 15.Ray Nelson, 14.Gary Hein, 11.Brian Corcoran, 13.Mark Williams, 12.Kevin Higgins cap., 10.Chris O'Brien, 9.Barry Daily, 8.G.Lanbert, 7.R.Farley, 6.M.Sawicki, 5.Bill Leversee, 4.Kevin Swords, 3.N.Mottram, 2.T.Mc Cormack, 1.C.Lippert | Formazioni | 15.Alejandro Scolni, 14.Diego Halle, 11.Sebastian Salvat, 13.Marcelo Loffreda cap., 12.Santiago Meson, 10.Hernan Vidou, 9.Federico Silvestre, 8.M.Beck, 7.M.Bertranou, 6.P.Di Nisio, 5.J.Simes, 4.M.Valesani, 3.A.Rocca, 2.J.J.Angelillo, 1.D.Cash, sostituti: Pablo Camerlinckx |

## 1990 in Europa
Un tour che si sapeva impegnativo (tre test match e un match contro i Barbarians), ma che diventerà disastroso. La giovane argentina, pur guidata dal veterano Porta in campo e da Luis Gradin in panchina, parte con molte speranza dopo la vittoria contro l'Inghilterra nel tour inglese in Argentina. Invece, solo contro l'Irlanda si vedrà una partita equilibrata, per il resto sono pesanti sconfitte nei test ufficiali.
Pochi mesi prima Rodolfo O'Reilly si era dimesso, contrario al rientro di Porta. Mancano molti giocatori passati a giocare con l'Italia o comunque in Italia, come Gustavo Milano, Diego Domínguez, Dengra.

## La squadra
La squadra viene affidata a Luis Gradin (coadiuvato da Angel Guastella, Oscar Martinez basante e Jorge Navessi come selezionatori e da G. Lamarca come Assistente) dopo la rinuncia di Rodoldo O' Reilly. Ritorna soprattutto Hugo Porta. Il match di Buenos Aires, vinto contro gli inglesi col suo club, lo aveva illuso di poter essere ancora all'altezza del rugby internazionale.
- Coach  Luis Gradin
- Manager : F.Alvarez
- estremi

Alejandro Scolni (C.U.B.A)

Guillermo Angaut (La Plata RC
- tre quarti

Santiago Ezcurra (C.U.B.A)

Gustavo Jorge (Pucara)

G. Romero Acuna (Gymnasia y Esgrima)

Matias Allen (C.A.S.I.)

Diego Cuesta Silva (S.I.C.)

Hernan Garcia Simon (Pueyreddon)

Santiago Meson (Tucuman RC)
- mediani

Hugo Porta (Banco Nacion)

Lisandro Arbizu (Belgrano A.C.)

Hernan Vidou (Buenos Aires C & R)

Gonzalo Camardón (Alumni)

Rodrigo Crexell (Jockey Club Rosario)
Jose Simes (Tala RC)

Miguel Bertranou (Los Tordos)
- avanti

H. Ballatore (Alumni)

Diego Cash (S.I.C.)

L. Lonardi (S.I.C.)

Osvaldo Fascioli (Mendoza RC)

Alejandro Cubelli (Belgrano A.C.)

R.le Fort (Tucuman RC)

Rodolfo Etchegoyen (Banco Nacion)

German Llanes (La Plata RC)

Federico Mendez Azpillaga (Tucuman RC)

Pedro Sporleder (Curupayti)

Emilio Ezcurra (Club Newman)

Pablo Garreton (Tucuman RC)

Rodolfo Villalonga (Alumni)

Agustin Macome (Tucuman RC)
- Sostituti chiamati durante il tour

Manuel Aguirre (Alumni)

Daniel Poet (Rosario AC)

### Risultati
| Arbitro: | Clayton Thomas |

|                                    |      |         |
| Riordan, Galwey Bradley, Geoghegan | mt   | Scolni  |
| Barry                              | tr   | Porta   |
| Barry 3                            | c.p. | Porta 2 |

| Arbitro: | Tony Spreadbury |

|              |      |                     |
| meta tecnica | mt   | Allen, Vidou, Jorge |
| Barry        | tr   | Vidou               |
|              | c.p. | Vidou 3             |

| Arbitro: | Colin Hawke |

| |            | |
| Hooks, Kiernan | mt         | Macome |
| | tr         | Porta |
| Kiernan 4 | c.p.       | Porta 4 |
| 15.Kenny Murphy, 14.Kenneth Hooks, 13.Brendan Mullin, 12.Michael Kiernan, 11.Keith Crossan, 10.Brian Smith, 9.Alain Rolland, 8.P.Lawlor, 7.D.Mc Bride, 6.N.Mannion, 5.Paddy Johns, 4.Donal Lenihan cap., 3.D.Fitzgerald, 2.J.McDonald, 1.N.Popplewell, sostituti: Vince Cunningham | Formazioni | 15.Alejandro Scolni, 14.Santiago Ezcurra, 13.Diego Cuesta Silva, 12.Hernan Garcia Simon, 11.Gustavo Jorge, , 10.Hugo Porta cap., 9.Rodrigo Crexell, 8.Agustin Macome, 7.Miguel Bertranou, 6.Pablo Garreton, 5.Pedro Sporleder, 4.German Llanes, 3.D.cash, 2.R.le Fort, 1.F.Mendez Azpillaga, sostituti: Lisandro Arbizu |

| Arbitro: | Don Leslie |

|        |      |              |
| Summer | mt   | Allen, Vidou |
| King   | tr   | Vidou        |
| King 3 | c.p. | Vidou        |
|        | drop | Arbizu 2     |

L'Inghilterra del test di Twickenham non è quella giovane ed inesperta del tour in Argentina. 
Con Rory Underwood, Rob Andrew, Jerry Guscott, è tutta un'altra musica. Non c'è partita. Un risultato storico per l'Inghilterra e in modo opposto per l'Argentina.
| Arbitro: | Colin Hawke |

| |            | |
| Underwood 3, Hill, Guscott 2, Hall | mt         | |
| Hodgkinson 7 | tr         | |
| Hodgkinson 3 | c.p.       | |
| 15.Simon Hodgkinson, 14.Nigel Heslop, 13.Will Carling cap., 12.Jerry Guscott, 11.Rory Underwood, 10.Rob Andrew, 9.Richard Hill, 8.D.Richards, 7.P.Winterbottom, 6.J.Hall, 5.Paul Ackford, 4.Wade Dooley, 3.J.Probyn, 2.J.Olver, 1.J.Leonard - sostituti: , Gary Rees, John Buckton, Jon Webb, Brian Moore, Dewi Morris, Paul Rendall - Non entrati : John Buckton, Jon Webb, Brian Moore, Dewi Morris | Formazioni | 15.Alejandro Scolni, 14.Santiago Ezcurra, 13.Diego Cuesta Silva, 12.Matias Allen, 11.Gustavo Jorge, 10.Hugo Porta cap. , 9.Gonzalo Camardón, 8.Agustin Macome, 7.Miguel Bertranou, 6.Pablo Garreton, 5.Pedro Sporleder, 4.German Llanes, 3.Diego Cash, 2.Ricardo le Fort, 1.Federico Mendez Azpillaga - Non entrati : , Lisandro Arbizu, Rodrigo Crexell, Rodolfo Villalonga, Osvaldo Fascioli, Alejandro Cubelli, Manuel Aguirre |

| Arbitro: | A. Hitchick |

|              |      |         |
| Peter Oliver | mt   | Angaut  |
| Dods 2       | c.p. | Mesón 2 |
|              | drop | Arbizu  |

Al 16º minuto si chiude definitivamente la carriera internazionale di Hugo Porta. Un infortunio muscolare mette fuori gioco il trentanovenne fuoriclasse, chiudendo anche per lui un tour deludente. La sconfitta pesantissima che segue conferma i grandi problemi di questa squadra.
| Arbitro: | Frederick Burger |

| |            | |
| Stanger 2, Milne 2 Moore, Gray Chalmers, Armstrong G. Hastings | mt         | |
| Hastings 5 | tr         | |
| Hastings 5 | c.p.       | Mesón |
| 15.Gavin Hastings, 14.Tony Stanger, 11.Alex Moore, 13.Scott Hastings, 12.Sean Lineen, 10.Craig Chalmers, 9.Gary Armstrong, 8.G.Marshall, 7.G.Buchanan-Smith, 6.J.Jeffrey, 5.Doddie Weir, 4.Chris Gray, 3.P.Burnell, 2.K.Milne, 1.D.Sole (cap.) Non entrati : J. Laing, Peter Dods, Douglas Wyllie, Iain Milne, John Allan | Formazioni | 15.Guillermo Angaut, 14.Diego Cuesta Silva, 11.Matias Allen, 13.Lisandro Arbizu, 12.Santiago Meson, 10.Hugo Porta cap., 9.Rodrigo Crexell, 8.M.Bertranou, 7.E.Ezcurra, 6.P.Garreton, 5.Pedro Sporleder, 4.G.Llanes, 3.D.Cash, 2.A.Cubelli, 1.M.Aguirre - sostituti: Alejandro Scolni, Non entrati : , Daniel Poet, Ricardo le Fort, Rodolfo Etchegoyen, Gonzalo Camardón, Gustavo Jorge |

| Arbitro: | Jim Fleming |

|                                     |      |                                  |
| Crossan 2, Evans Chalmers, R. Jones | mt   | Cuesta Silva Mesón, meta tecnica |
| Hodgkinson 4                        | tr   | Mesón 2                          |
| Hodgkinson 2                        | c.p. | Mesón 2                          |